# Киевская улица (Томск)
Ки́евская у́лица — улица в Томске, проходящая от реки Ушайки до улицы Елизаровых.

## История

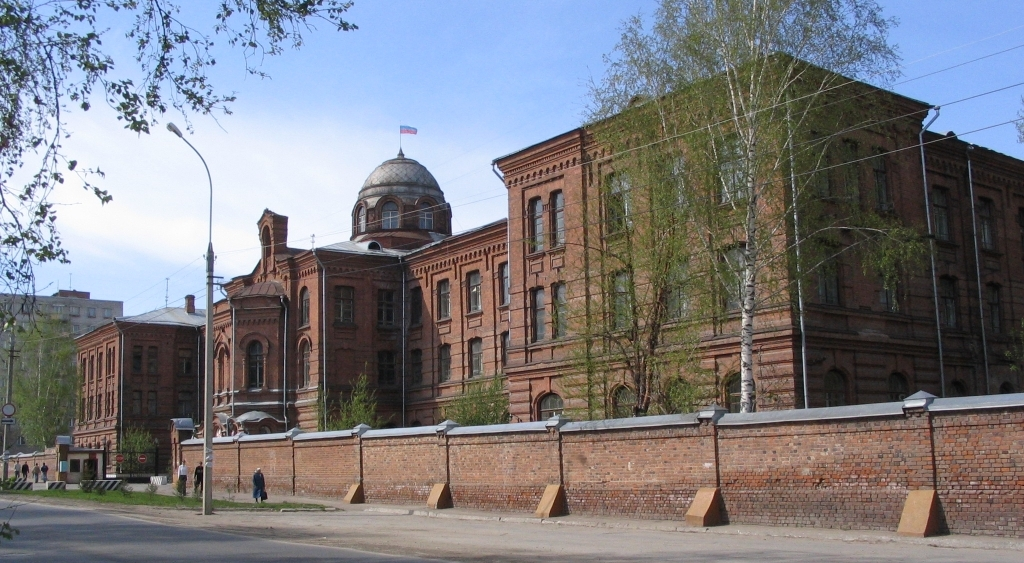
Бывшее женское епархиальное училище

Возникла в середине 1870-х годов в Солдатской слободе Томска. Название, как и некоторые другие близлежащие улицы, получила по названиям городов Российской империи — Тверская, Новгородская. Официально своего названия не меняла, но с появлением Новокиевских улиц в частных газетных объявлениях, в некоторых официальных документах называлась Старокиевской.
Солдатская слободка представляла собой болотистую местность, как правило весной затопляемую ручьями. Тем не менее, велось активное выделение земель улицы под строительство, в результате чего к 1908 году на ней было возведено немало ведомственных учреждений и частных домов.
На улице владели недвижимостью Кухтерины (д. 1), Голованов (д. 57), К. Я. Зеленевский (пивоваренный завод).
Со временем на Киевской улице почти не осталось исторических домов, вместо которых были построены многоэтажки. Построенное в 1907 году архитектором Константином Константиновичем Лыгином здание для женского епархиального училища является одним из немногих сохранившихся ранних домов.

## Достопримечательности

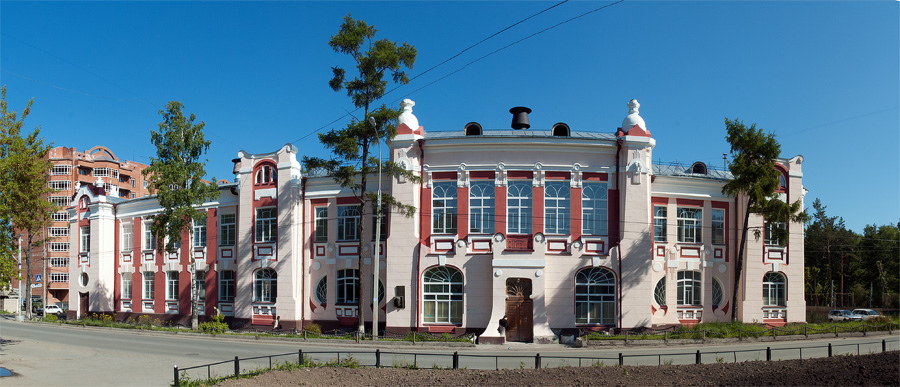
Учительский институт

д. 60 — Учительский институт (1905, архитектор Ф. Ф. Гут, ныне — Томский государственный педагогический университет)